# Ladomerská Vieska
Ladomerská Vieska este o comună slovacă, aflată în districtul Žiar nad Hronom din regiunea Banská Bystrica. Localitatea se află la altitudinea de 262 m deasupra n.m., se întinde pe o suprafață de 11,34 km2 și în 2017 număra 777 de locuitori.

## Istoric
Localitatea Ladomerská Vieska este atestată documentar din 1335.

## Demografie
| An:                | 1994 | 2004   | 2014   | 2024   |
| ------------------ | ---- | ------ | ------ | ------ |
| Număr de persoane: | 819  | 782    | 805    | 758    |
| Diferență:         |      | −4,51% | +2,94% | −5,83% |

| An:                | 2023 | 2024   |
| ------------------ | ---- | ------ |
| Număr de persoane: | 763  | 758    |
| Diferență:         |      | −0,65% |